# Gary Goddard
Pour les articles homonymes, voir Goddard.
Gary Goddard (né le 18 juillet 1954 à Blythe, en Californie) est un producteur et réalisateur américain qui a cofondé le Landmark Entertainment Group. En 2002, il l'a quitté pour former Gary Goddard Entertainment (GGE), plus tard connu sous le nom de Goddard Group, une société de conception de divertissement basée à North Hollywood, Los Angeles, Californie. L'entreprise s'est réorganisée, a changé de propriétaire et a été rebaptisée Legacy Entertainment en 2018 après que Goddard ait quitté l'entreprise à la suite d'accusations d'agression sexuelle.

## Carrière artistique
Goddard commence sa carrière chez The Walt Disney Company en 1974 en tant Cast member de la revue musicale The Hoop-Dee-Doo Musical Revue situé au Disney's Fort Wilderness Resort. Il est rapidement embauché par Marc Davis et devient Show Designer chez Walt Disney Imagineering où il a développé des concepts pour Epcot, Tokyo Disneyland et River Country en Floride, entre autres.

### Théâtre
Gary Goddard produit plusieurs spectacles à Broadway et en dehors, y compris la reprise de Hair en 2009 (lauréat du Tony Award de la meilleure reprise d'une comédie musicale), Reasons to Be Pretty de Neil LaBute (nommé au Tony Award de la meilleure pièce), Jekyll & Hyde, Jesus Christ Superstar (concert d'un soir), The Wiz à Encores!, entre autres.

### Cinéma
Gary Goddard réalise le film Les Maîtres de l'univers, sortie en 1987.
Goddard avait développé Broadway 4D, un projet de film musical américain qui devait être écrit et réalisé par Goddard avec Bryan Singer. Produit par Nigel Wright et Bad Hat Harry Productions, le film devait mettre en vedette Christina Aguilera, Hugh Jackman, Matthew Morrison, Harvey Fierstein, Lea Salonga et George Katt. Il devait être tourné à Brooklyn, New York,, avec un budget de 60 à 90 millions de dollars.

### Télévision
Il crée plusieurs émissions de télévision, dont Captain Power et les soldats du futur, Méga Bébés et Skeleton Warriors.

### Parcs de loisirs
Il cofonde Landmark Entertainment Group avec Tony Christopher à Los Angeles, Californie, en 1980,. L'entreprise conçoit des parcs à thème, des divertissements et d'autres attractions touristiques. Il participe à la créations d'attractions de renommé mondiale tels que The Amazing Adventures of Spider-Man, Jurassic Park: The Ride, ou T2 3-D: Battle Across Time.
En 2002, il quitte Landmark et crée la société de design Goddard Group, qui a été rebaptisée Legacy Entertainment après avoir quitté l'entreprise en 2017.

## Allégations d'agression sexuelle
En avril 2014, Goddard et son collaborateur Bryan Singer, ainsi que plusieurs autres cinéastes, ont été poursuivis par l'acteur Michael Egan III, qui a allégué qu'ils l'avaient agressé sexuellement alors qu'il était mineur et avaient filmé certaines des agressions. Egan retire son accusation contre Goddard en juin 2014. En août de cette année-là, il avait également rejeté ses poursuites contre tous les autres accusés,.
Le 10 novembre 2017, l'acteur Anthony Edwards écrit un essai sur Medium dans lequel il alléguait que Goddard l'avait agressé et qu'il avait violé son meilleur ami "pendant des années" à partir de l'âge de 12 ans,. Parlant au nom de Goddard, son agent a nié les allégations. Brian Claflin, un aspirant artiste et créateur de mode de Salt Lake City, accuse Goddard d'une agression sexuelle en 1999 dans sa résidence de Beverly Hills ; Claflin est mort par suicide à Berlin en 2014.